# Maçonnerie d'adoption
La maçonnerie d'adoption ou maçonnerie des dames qui apparaît en France au début du XVIIIe siècle est le nom donné à une pratique mixte ou féminine de la franc-maçonnerie. Sous tutelle d'obédiences masculines, l'Adoption se pratique au sein de loge éponyme et utilise un rite maçonnique propre, le Rite d'adoption. Investi par l'aristocratie et la haute bourgeoisie, elle est très vivace en Europe pendant le XVIIIe siècle. Inscrite dans l'histoire des femmes en franc-maçonnerie, elle périclite pendant le XIXe et disparait de l'Europe pendant le XXe siècle remplacée par une franc-maçonnerie mixte ou féminine plénière et indépendante qui prend place dans le courant libéral et adogmatique de la franc-maçonnerie mondiale.

## Histoire
Lors de leur rédaction, les textes fondateurs de la franc-maçonnerie du début du XVIIIe siècle, sous des formes plus ou moins élégantes, n'autorisent pas l'entrée des femmes en loge maçonnique, sans en motiver toutefois l'interdiction. Cependant dans un XVIIIe siècle où les femmes de l'aristocratie et de la grande bourgeoisie occupent une place importante au travers de multiples sociétés frivoles ou culturelles mixtes, il est difficile pour les francs-maçons français de les tenir à l'écart d'un nouvel espace de sociabilité.
S'appuyant sur le fait que rien dans les constitutions d'Anderson n'interdit aux dames d'être reçues aux banquets et divertissements qui suivent les travaux, ni de participer aux cérémonies religieuses de deuil ou de la Saint Jean  et ces derniers ayant pris l'habitude de nommer « sœurs » les femmes présentes à ces occasions, s'instaure lentement une « franc-maçonnerie des dames ». Ces pratiques deviennent progressivement une maçonnerie dite d'« Adoption » qui se structure en loge et qui se développe principalement en France et dans quelques pays d'Europe.
En France, les pratiques et formes de cette maçonnerie ne sont reconnues et administrées qu'à partir du 10 juin 1774. Le Grand Orient de France naissant prend en considération, lors de sa 8e assemblée, les loges d'adoption et met en œuvre une réglementation  de la « maçonnerie des dames » qu'il considère toutefois comme secondaire ou comme des « ateliers de récréation » qui se pratiquent à la suite de « travaux plus sérieux »

### Premières apparitions
Les traces de loges d'adoption en France sont attestées dans les années 1740. La plus ancienne ressortant des archives historiques est située à Bordeaux en 1746, les documents font état de « Loges de Franches-Maçonnes ditte sœurs de l'Adoption » dans la capitale de Guyenne et Gascogne. Une création bien documentée est celle de la loge d'adoption créée en janvier 1751 à La Haye aux Pays-Bas qui connait quelques problèmes financiers pendant ces premiers mois d'existence. Elle prend son essor en mai 1751 dès lors que Juste Gérard, baron de Wassernaer et grand maitre de la Grande Loge maçonnique néerlandaise la reconnait et la transforme en « Grande Loge d'adoption » en lui donnant son nom et en prenant la grande maitrise. Le livre de constitution de « La Loge de Juste » selon son nom, retrace la déclaration de Van Vassernaer nommant la sœur Marianne baronne de Honstein grande maîtresse de l'ordre.
À Paris la documentation historique sur les loges d'adoption laisse apparaitre une plainte en 1760 du vénérable de la loge « L'Espérance » à l'encontre de plusieurs frères et de la loge « L'Union maçonnique » à qui il reproche d'avoir pratiqué des tenues de « dames maçonnes » selon le rite ordinaire. Un autre atelier constitué en « loge de dames » est la loge d'adoption « La Constance » dont le registre rapporte plusieurs réceptions le 24 juin 1773. Sous le règne de Louis XVI, une douzaine de loges maçonniques masculines possèdent une loge d'adoption. Toutefois avant la réglementation qu'opère le Grand Orient de France en 1774, la documentation sur ces ateliers reste rare.

### Tutelle masculine et développement
Reconnue par la 8e assemblée générale de 1774 du Grand Orient de France soucieux de centraliser toute la maçonnerie française, l'initiative de cette nouvelle régulation revient à Jean-Jacques Bacon de La Chevalerie, ancien vénérable maitre de la loge militaire, « Saint Jean de la gloire ». La décision prise par l'assemblée opère une mise sous tutelle masculine des « loges des dames » qui ne peuvent plus être que « souchées » sur une loge masculine qui en garantit la régularité et la direction. Les travaux apparaissent dès lors comme secondaires, les sœurs étant convoquées à la fin de la tenue masculine. Cette tutelle les éloigne de la pratique ancienne où elles sont plus autonomes dans la gestion de leur loge.
Malgré cette tutelle masculine institutionnalisée et le terme ambigu d'« Adoption » qui qualifie somme toute une classe inférieure dans l'ordre, la maçonnerie d'adoption s'organise et se développe. Un rite propre, le Rite d'adoption, qui puise ses sources dans les écrits vétéro-testamentaires, se codifie et  évolue au gré des différentes pratiques. Celui-ci s’éloigne volontairement de la tradition des bâtisseurs et des chevaliers, pour emprunter à l'imaginaire d’héroïnes représentant la séparation des sexes, la vertu et la bienfaisance.
La maçonnerie d'adoption se structure en France mais elle ne se limite pas à son seul territoire et se développe largement dans l'Europe du XVIIIe siècle. Les loges d'adoption sont mentionnées  en Allemagne à Hambourg avec les loges, « Le Bonheur suprême » et « Concordia », en Hollande, en Belgique, dans les États baltes, en Pologne où elles jouent un rôle politique et social dans les années 1760, en Suède où une première loge en 1776, « La véritable et constante amitié » est attestée à Stockholm, en péninsule Ibérique et en Italie, qui bien que moins actives font état de la présence de loges, et encore en Angleterre où est publié en 1765 à Londres, un rituel d'adoption sous le nom de : « Women Masonry or Masonry by Adoption ».

### L'Adoption sous l'Empire

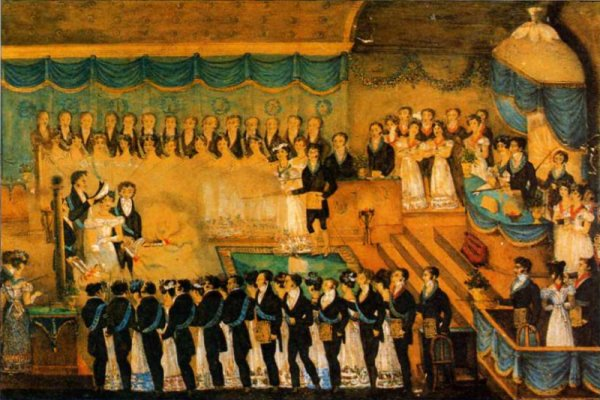
Réception d'une jeune femme dans une loge d'adoption du Premier Empire (France).

À la fin de la terreur révolutionnaire, la franc-maçonnerie reprend lentement ses activités, une première tenue d'Adoption est certifiée par son compte-rendu de séance daté du 29 janvier 1798. Elle est présidée par Antoine Firmin Abraham assisté de la vénérable maitresse Marie-Thérèse de Fondeviolle épouse du grand archiviste du Grand Orient de France. Durant cette tenue, plusieurs citoyennes sont reçues franc-maçonnes.
Pendant la période du Directoire la maçonnerie d’adoption se développe peu, elle reprend un net envol sous le Consulat. Elle participe plus ou moins à la reconstruction des corps sociaux de l'époque post-révolutionnaire et à l'image de l'Adoption de l'Ancien régime, elle contribue à accentuer le caractère élitiste de la maçonnerie en réintégrant la noblesse des maçons émigrés qui se soumettent à leur retour au nouveau régime impérial. Si au début du XIXe siècle la « maçonnerie d'adoption » est très présente pendant la période du premier Empire, elle l'est principalement à Paris et contrairement à la France, les pays d'Europe non français interdisent les loges d'adoption jugées trop françaises.. Le Grand Orient de France est placé sous la grande maitrise du frère de Napoléon Bonaparte, Joseph Bonaparte et de la députation de la grande maitrise, confiée au prince Cambacérès, Joséphine de Beauharnais accepte elle-même la fonction de grande maitresse de toutes les loges d'adoptions régulières de France. Cette nomination les rend d'autant plus attrayantes pour les femmes de la nouvelle noblesse française qui vont participer à son rayonnement.
Une maçonnerie d'adoption active et brillante se manifeste aussi dans la maçonnerie dite égyptienne. Les frères Bedarride, officiers de l'armée impériale, établissent à Paris un « Suprême Conseil général de Misraïm » et créent plusieurs loges qu'ils gèrent et utilisent comme moyen d'existence. Conforme à la tradition égyptienne de Cagliostro, ils y intègrent une maçonnerie d'adoption et fêtent l'ordre en tenue mixte le 29 janvier 1819.

## «La Candeur»: au sommet des loges d'adoption

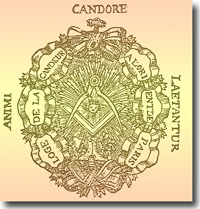
Cachet de la loge La Candeur

Parmi les loges d'adoption dont l'activité est foisonnante, la plus connue est principalement « La Candeur », une loge parisienne. « La Candeur » est créée le 21 mars 1775 et installée le 9 mai par le 1er grand maître du Grand Orient de France, le prince Louis-Philippe d'Orléans. Sa sœur la duchesse de Bourbon en fait partie avec le titre de « Grande maîtresse de toutes les loges d'adoption de France ». Cette loge, avec sa prestigieuse direction, attire toute la haute noblesse et fonctionne comme une « loge mère », qui octroie patente de création, envoie rites et règlements aux loges d'adoption de France. Loge mondaine, elle est en relation avec diverses loges d'Europe et jouit d'une certaine autonomie. En 1776, les instances de la loge rédigent un décret qui permet aux seules sœurs membres de décider de l'admission de nouveaux membres masculins. La loge devient le noyau d'un embryon d'obédience féminine, en janvier 1781 les hommes ne sont plus autorisés à tenir des postes d'officier. En 1786, Madame de Lamballe initiée en 1777, très active au sein de la loge est proclamée « grande maitresse des loges féminines écossaises ». L'influence et l'autonomie de la loge ne cesse de s'accroitre jusqu’à sa disparition.

## Rite d'adoption
Apparu en France au XVIIIe siècle, il est  pratiqué par les loges uniquement au sein de la maçonnerie d'adoption, il disparait avec celle-ci en 1959. Une seule loge au sein de la Grande Loge féminine de France perpétue à titre conservatoire sa pratique, la loge « Cosmos ». Ce rite exprime diverses thématiques féminines basées sur le corpus général de la franc-maçonnerie tout en s'éloignant de la légende d'Hiram, pour exalter des vertus comme l’amitié et la sororité ou l'affirmation d'un féminisme prudent que l'époque impose.